# 皇家節日音樂廳
皇家節日音樂廳（英語：Royal Festival Hall），或譯皇家節日大廳，是英國的一座建築，世界百大廳院之一，位於倫敦泰晤士河河畔的南岸中心。

## 历史
皇家節日大廳舉辦各種藝術活動。在南岸中心的三座建築中，皇家節日大廳是規模最大的。1988年4月、皇家節日大廳被指定為一級登录建筑，是英國在二戰後首座被指定的一級登录建築。倫敦愛樂樂團和愛樂管弦樂團的大部分倫敦公演都是在這裡舉行。座席數為2,900席。

## 外部連結
- 皇家節日音樂廳官方網站 （页面存档备份，存于）